# Chūō-ku (Niigata)
Chūō-ku (中央区?) es uno de los ocho distritos administrativos que conforman la ciudad de Niigata, capital de la prefectura de Niigata, en la región de Hokuriku, Japón. El 1 de marzo de 2021 tenía una población estimada de 181 236 habitantes y una densidad de población de 4801 personas por km².

## Geografía
Chūō-ku se encuentra en el centro aproximado de la ciudad de Niigata, delimitada por el mar de Japón al norte y la autopista Nihonkai-Tōhoku al sur. El área comprende la ciudad vieja, así como los distritos de Sonoki (曽野木?), Nuttari (沼垂?), Toyano (鳥屋野?) y Yamagata (山潟?).

## Historia
El barrio fue creado en 2007 cuando Niigata se convirtió en ciudad designada por decreto gubernamental, compuesto por gran parte de la parte central de negocios de la ciudad.